# Amtsgericht Wanfried

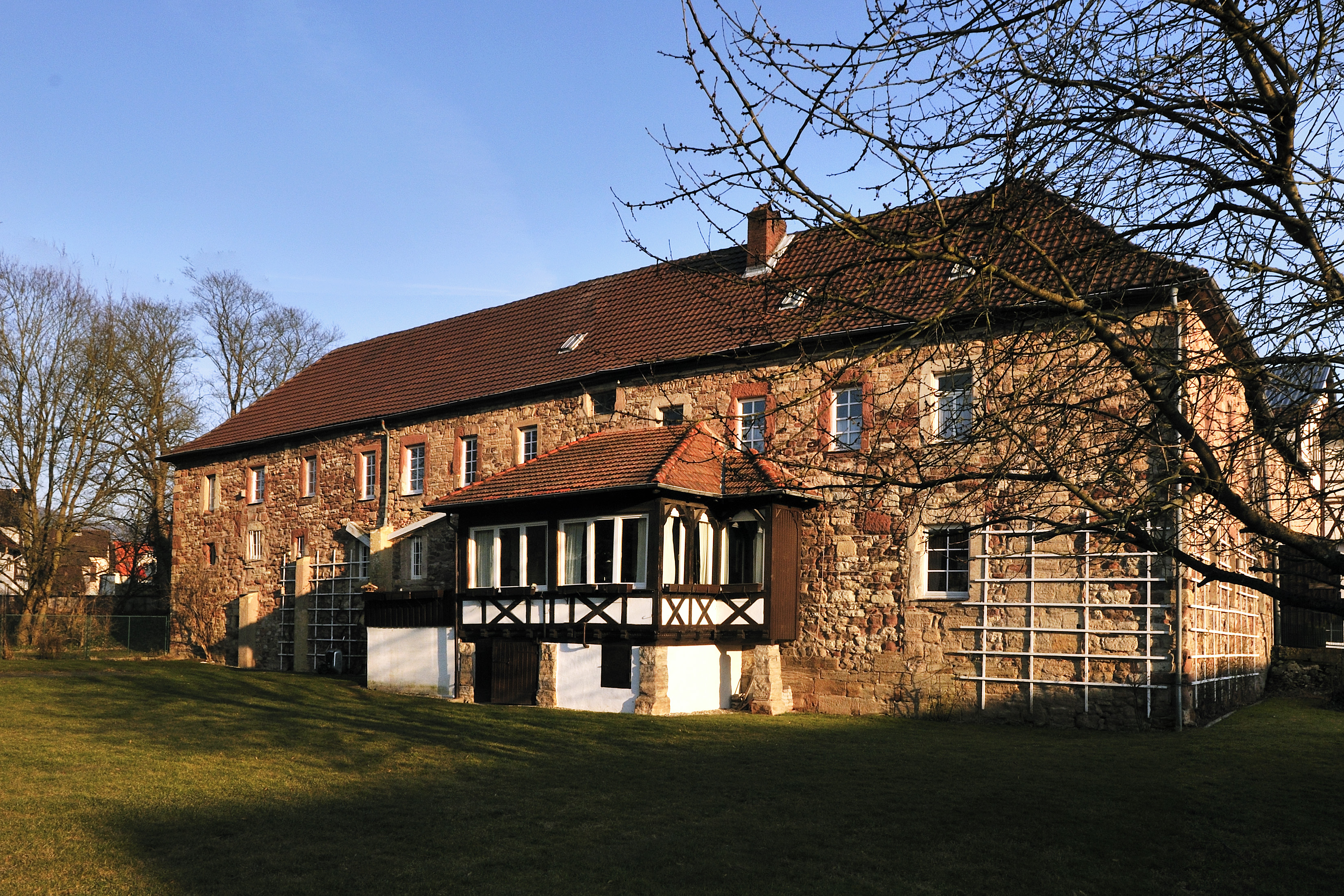
Schloss Wanfried (2011), Sitz des ehem. Gerichtes

Das Amtsgericht Wanfried war ein preußisches Amtsgericht mit Sitz in Wanfried.

## Vorgeschichte
In Kurhessen erfolgte 1821 die Trennung der Rechtsprechung von der Verwaltung und für die Rechtsprechung wurden Justizämter, darunter das Justizamt Wanfried eingerichtet. Es war dem Obergericht für die Provinz Niederhessen zugeordnet.

## Geschichte
Mit der Annexion Kurhessens durch Preußen 1866, wurden in der neuen Provinz Hessen-Nassau Amtsgerichte eingerichtet. Das Justizamt Wanfried wurde entsprechen in das Amtsgericht Wanfried umgewandelt. Dieses war dem Kreisgericht Kassel zugeordnet. Mit der Einführung der Reichsjustizgesetze entstanden 1879 reichsweit einheitlich Amtsgerichte. Das Amtsgericht Wanfried behielt damit seinen Namen und erhielt die neuen Funktionen. Es war nun eines der 34 Amtsgerichte im Bezirk des Landgerichtes Kassel. Am Gericht bestand eine Richterstelle. Es war damit ein kleines Amtsgericht im Landgerichtsbezirk. Sein Gerichtsbezirk umfasste aus dem Kreis Eschwege den Stadtbezirk Wanfried, die Gemeindebezirke Altenburschla, Frieda, Heldra, Rambach, Völkershausen und Weißenborn und die Gutsbezirke Völkershausen und Oberförsterei Wanfried.
In Folge der Weltwirtschaftskrise wurden 60 Amtsgerichte auf Grund von Sparverordnungen aufgehoben. Mit der Verordnung über die Aufhebung von Amtsgerichten vom 30. Juli 1932 wurde das Amtsgericht Wanfried zum 30. September 1932 aufgehoben und sein Sprengel dem Amtsgericht Eschwege zugeordnet.

## Gebäude
Das Amtsgericht nutzte das Schloss Wanfried als Amtsgebäude. Es steht heute als Kulturdenkmal unter Denkmalschutz.